# Речунг
Речунг (Речунгпа или Речунг Дордже Драгпа) (1084—1161) — учитель тибетского буддизма, входил вместе с Гампопой в число основных учеников мастера Миларепы, и внёс огромный вклад в развитие традиции кагью.

## Биография
Речунг был пастухом, когда узнал про Миларепу и стал его учеником. Он заболел проказой и направился лечиться в Индию, его учителем в Индии был Балачандра, который помог Речунгу выучиться и дал много наставлений. Речунг учился также у других учеников Марпы и Наропы, и у сына Марпы, Дарма-Доде. Миларепа очень любил Речунга, пел ему свои песни и учил йоге. Иногда Речунг пытался соревноваться с Миларепой, но учитель его всегда побеждал. Один раз Миларепа сжёг все книги по чёрной магии, которые привёз Речунг из Индии, считая их бесполезными, но оставил книги по буддизму.
Речунг стал первым биографом Миларепы, записывая за ним также его рассказы, песни и поучения.Среди всех учеников школы Миларепы Речунг занимал лидирующее положение, и вместе с Гампопой давал наставление первому Кармапе, Дюсум Кхьенпа, основателю линии Карма Кагью. В то время как Гампопа как монах занимался укреплением монастырской традиции, в линиях передачи, идущих от Речунга, преобладает йога индийских мастеров, полученная через Миларепу. Поэтому Речунга называли также младшим Миларепой.
Он был также тертоном, открывшим терма Гуру Ринпоче (Падмсамбхавы). Ученик Речунга Гьялва Еьянг Цангпа передал учение йогине Мачик Онгьё в XII веке. Эта линия передачи продолжается до настоящего времени, её сохранил Чанглинг Тулку Ринпоче, и она передаётся далее в качестве Северных Драгоценностей в рамках школы ньингма .